# Yap

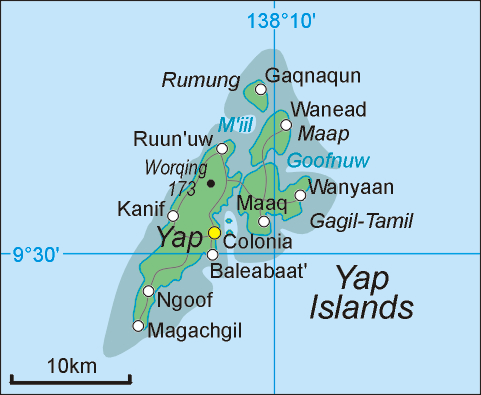
Mapa wyspy Yap

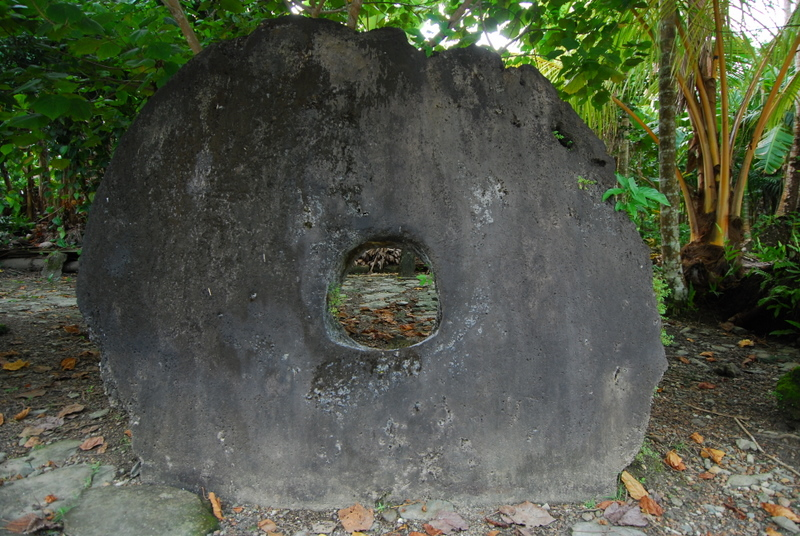
Kamienny pieniądz na Yap

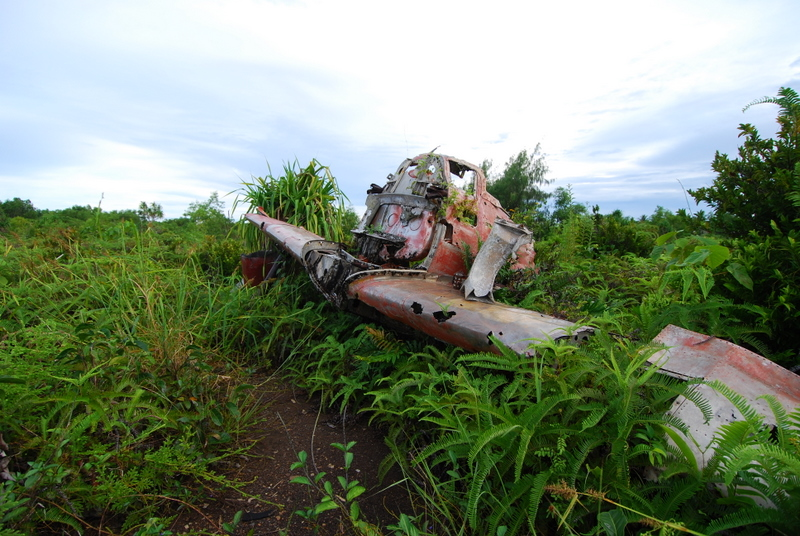
Szczątki myśliwca "Zero" w pobliżu starego lotniska

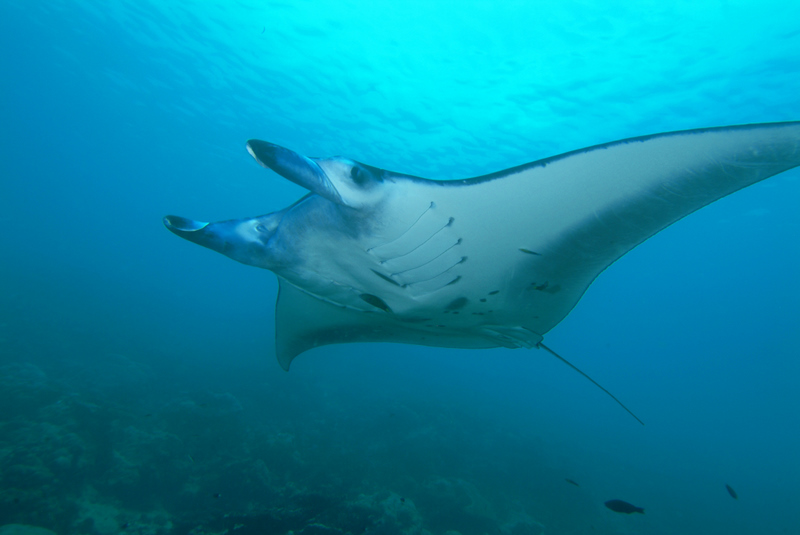
Manta

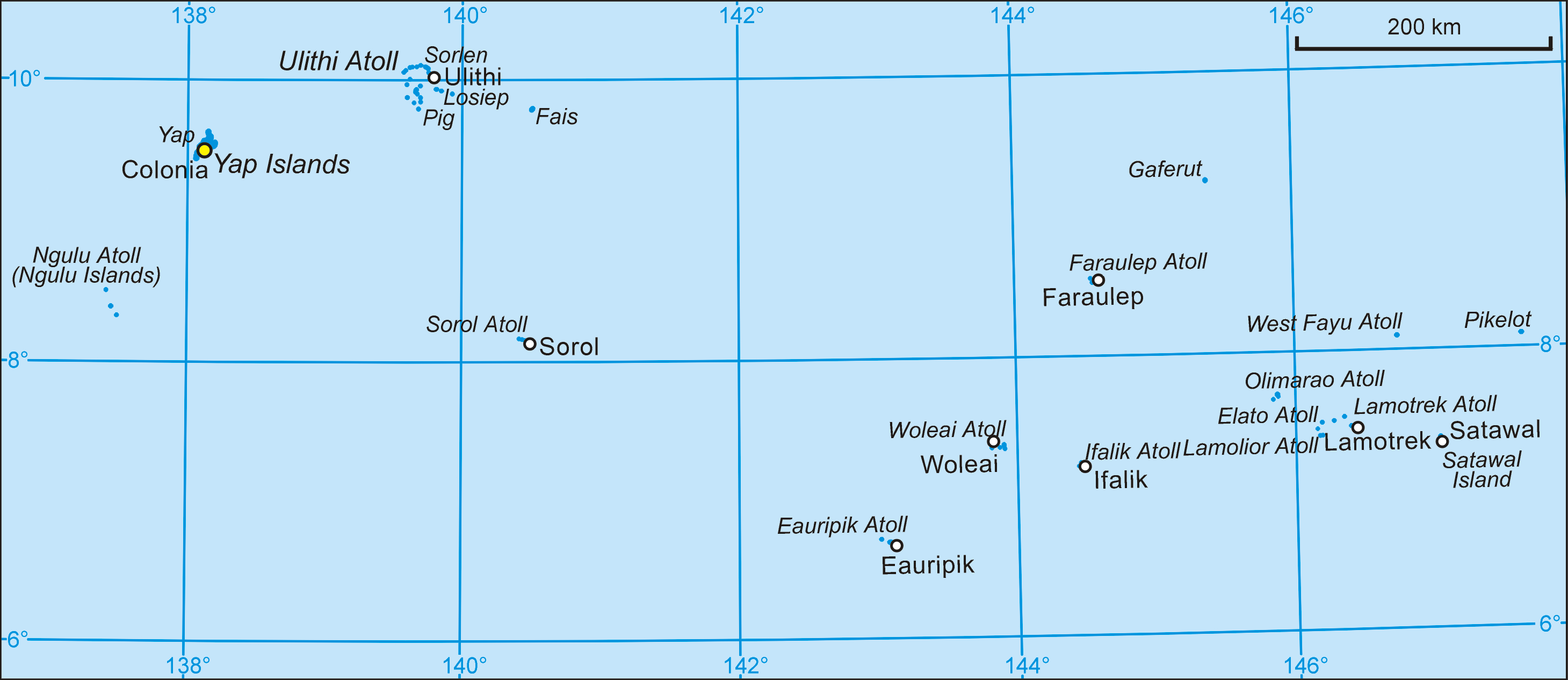
Mapa stanu Yap

Yap (ang. Yap State) – jeden z czterech stanów wchodzących w skład Sfederowanych Stanów Mikronezji. Od zachodu graniczy z państwem Palau, od północy z amerykańskim terytorium zależnym Guam, a od wschodu ze stanem Chuuk. Powierzchnia stanu wynosi 121,7 km². Pod względem administracyjnym stan dzieli się na 22 municypia (gminy).
W skład stanu wchodzi 17 atoli, grup, ale też pojedynczych wysp (licząc od zachodu): Ngulu, Yap, Ulithi, Fais, Sorol, Eauripik, Woleai, Ifalik, Faraulep, Gaferut, Olimarao, Elato, Lamolior, Lamotrek, West Fayu, Satawal, Pikelot. Najwyższym wzniesieniem stanu jest Worqing (173 m n.p.m.), który znajduje się na wyspie Yap.
Stan zamieszkiwany jest przez ponad 11 300 osób (według spisu z 2010 r.), a jego stolica, miejscowość Colonia, przez 2100 osób. Stan jest zróżnicowany etnicznie, a jego ludność posługuje się językami: yap, woleai, ulithi, satawal, ngulu i angielskim. Najbardziej rozpowszechnione z tych języków to yap (posługuje się nim ok. 7000 osób) i ulithi (ok. 3000 osób), natomiast językiem ngulu mówi zaledwie 50 osób. Językiem urzędowym jest angielski.
Atol jest w większej części pochodzenia wulkanicznego, posiada górzystą rzeźbę terenu i jest zalesiony. Jego całkowita powierzchnia wynosi około 101 km². Na wybrzeżu znajduje się las namorzynowy i piękne piaskowe zatoczki.

## Historia
Yap znany jest z tzw. kamiennych pieniędzy zwanych rai (duże kamienne dyski z dziurą pośrodku ułatwiającą transport "pieniądza" mierzącego nawet przeszło 3,5 metra średnicy). Przechowywano je w tak zwanych bankach w pobliżu tradycyjnych domów. Pieniędzy używano do 1929 roku, dopóki Japończycy wymienili je na monety. Współcześnie kamienie te wciąż bywają używane przy niektórych okazjach. Osada Colonia została założona przez Niemców, jej nazwa pochodzi od Kolonii. Przed I wojną światową Niemcy zbudowali tutaj stację telefoniczną, która łączyła kablem Guam ze stolicą Filipin, Manilą. Wyspa była również bazą japońską w czasie II wojny światowej. Do dziś pozostały wraki myśliwców Zero w pobliżu starego lotniska oraz szczątki działek przeciwlotniczych.

## Gospodarka
Waluta obowiązująca to dolar amerykański. Mieszkańcy żyją głównie z rybołówstwa, rolnictwa, uprawiana jest głównie kopra, oraz kilku małych fabryk. Znaczna część dochodów uzyskiwana jest przez mieszkańców, którzy pracują na Guam lub na statkach. Ważnym źródłem dochodów jest też turystyka – na wyspie znajduje się 5 hoteli, w tym dwa najbardziej znane Mana Bay Resort i Trader's Ridge; przy hotelach znajdują się centra nurkowe. Na wyspie znajduje się także bank i poczta.

## Turystyka
Yap uważane jest za najbardziej oryginalną wyspę Mikronezji. Atrakcjami turystycznymi są tradycyjne domy dla starszyzny wioskowej oraz kamienne drogi łączące przed wiekami poszczególne wioski na wyspie. Yap jest dogodnym miejscem do nurkowania, zwłaszcza do oglądania mant oraz rekinów, w tym rekina wielorybiego.

## Literatura
- South Pacific & Micronesia, Lonely Planet. Praca zbiorowa, ISBN 1-74104-304-2